# Sjoerd de Jong
Sjoerd de Jong (Rotterdam, 1 mei 1960) is een Nederlands journalist en publicist. Van oktober 2010 tot eind 2021 was hij werkzaam als Ombudsman bij NRC Handelsblad. Tussen 2006 en 2010 was hij plaatsvervangend hoofdredacteur van NRC Handelsblad. Voordien was hij respectievelijk redacteur onderwijs van die krant, Suriname-verslaggever, adjunct-chef Binnenland, redacteur Opinie, chef van de Boekenbijlage en vanaf 2001 columnist. Ook was hij medewerker bij uitgeverij Mets & Schilt.

## Loopbaan
Na zijn eindexamen op het Marnix Gymnasium in Rotterdam studeerde hij filosofie aan de Universiteit van Amsterdam, met nadruk op Wittgenstein en Schopenhauer. Sjoerd de Jong is daarnaast ongediplomeerd Bob Dylanoloog en Neil Youngist.
In 2005 verscheen zijn polemische bundel Spijtwraak, waarin De Jong zich te weer stelt tegen allerhande demagogie die sinds de moorden op Pim Fortuyn en Theo van Gogh aan een ongenaakbare opmars leek te beginnen en die ook binnen NRC Handelsblad soms op enige weerklank kon rekenen. Hij verzet zich met name tegen 'culturalisme', dat wil zeggen de neiging problemen rond integratie te reduceren tot hiërarchisch te ordenen culturele en morele verschillen.
De Jong schreef biografieën van Marcel Proust, Richard Burton (de ontdekkingsreiziger), en Bob Dylan, en noteerde de herinneringen van studentenactivist Maarten van Poelgeest. Hij publiceert ook in tijdschriften als De Gids en De Revisor, en bespreekt boeken voor de VPRO-radio. In 2008 verscheen Een wereld van verschil, een actueel onderzoek naar de zwakke en sterke kanten van cultuurrelativisme, en de rol die dat begrip speelt in het Nederlandse debat over integratie en identiteit.
De Jong werkte als illustrator met de filosoof Maarten Doorman aan een bundel fablesken, Elk beest zijn vet (Bert Bakker, 1990). Hij was betrokken bij twee uitgaves van het werk van NRC Handelsblad-columnist H.J.A. Hofland, Op zoek naar de pool (De Bezige Bij, 2002) en De kronieken van S. Montag (de Bezige Bij, 2010).

## Publicaties
- Een wereld van verschil. De Bezige Bij, 2008. ISBN 978-902-34-1457-5
- Spijtwraak. Hoe Nederland afrekent met zichzelf. Prometheus, 2005. ISBN 90-446-0712-X
- De oogst. Denkers die ons wereldbeeld veranderden. Prometheus, 2000. ISBN 90-5333-955-8
- Bob Dylan. Mets en Schilt, 1992. ISBN 90-5330-298-0
- Marcel Proust. Mets en Schilt, 1992. ISBN 90-5330-057-0
- Richard F. Burton. Mets en Schilt, 1991. ISBN 90-5330-035-X
- Maarten van Poelgeest: Zo doen we dat dus. Nijgh en Van Ditmar, 1990. ISBN 90-236-7504-5